# Bézu-Saint-Éloi
Bézu-Saint-Éloi ist eine französische Gemeinde mit 1.616 Einwohnern (Stand: 1. Januar 2022) im Département Eure in der Region Normandie. Sie gehört zum Arrondissement Les Andelys und zum Kanton Gisors. Die Einwohner werden Baciviens genannt.

## Geographie
Bézu-Saint-Éloi liegt etwa 47 Kilometer ostsüdöstlich von Rouen. Hier mündet das Flüsschen Bonde in die Lévrière. Umgeben wird Bézu-Saint-Éloi von den Nachbargemeinden Heudicourt im Norden, Saint-Denis-le-Ferment im Norden und Nordosten, Gisors im Osten, Neaufles-Saint-Martin im Südosten, Bernouville im Süden sowie Étrépagny im Westen und Nordwesten.

## Bevölkerungsentwicklung
| Jahr                      | 1962 | 1968 | 1975 | 1982 | 1990 | 1999 | 2006 | 2016 |
| Einwohner                 | 678  | 750  | 747  | 730  | 1061 | 1170 | 1196 | 1491 |
| Quelle: Cassini und INSEE |      |      |      |      |      |      |      |      |

## Sehenswürdigkeiten

Kirche Saint-Rémi

- Kirche Saint-Rémi